# كاليون جروب
مجموعة كاليون هي تكتل شركات تركية، له مصالح رئيسية في مجال البناء. أسسها عمر فاروق كاليونجو.
وفي عام 2013، كانت جزءًا من مشروع مشترك فاز بعقد بقيمة 22 مليار يورو لبناء مطار دولي ثالث في إسطنبول. تشمل العقود الأخرى نظام المتروباص في إسطنبول، وبناء ملعب جديد لنادي إسطنبول بويوكشهير بيليدييسي، محطة كارابينار للطاقة الشمسية، وإعادة تطوير حديقة تقسيم جيزي لإعادة بناء ثكنات تقسيم العسكرية.
تأسست الشركة في عام 1974 على يد حسن كاليونكو ويديرها الآن أبناؤه. كان كاليونجو صديقًا مقربًا للرئيس السابق ورئيس الوزراء تورغوت أوزال. تم وصف كاليون جروب في عام 2013 من قبل بي بي سي (هيئة الإذاعة البريطانية) بأنها "شركة لها علاقات وثيقة مع حزب العدالة والتنمية الحاكم في تركيا ".